# Południk kartograficzny
Południk kartograficzny – oś odciętych układu współrzędnych geodezyjnych mapy.
Siatka południków kartograficznych została stworzona dla obrazu ziemi przedstawianego na płaszczyźnie w średnich i dużych skalach. Na mapie topograficznej (wielkoskalowej) południki - w przeciwieństwie do południków geograficznych - są do siebie równoległe. 